# Gmina Domžale
Gmina Domžale (słoweń.: Občina Domžale) – gmina w Słowenii. W 2002 roku liczyła 11600 mieszkańców.

## Miejscowości
Miejscowości wchodzące w skład gminy Domžale:

- Bišče
- Brdo
- Brezje pri Dobu
- Brezovica pri Dobu
- Češenik
- Depala vas
- Dob
- Dobovlje
- Dolenje
- Domžale – siedziba gminy
- Dragomelj
- Goričica pri Ihanu
- Gorjuša
- Homec
- Hudo
- Ihan
- Jasen
- Kokošnje
- Količevo
- Kolovec
- Krtina
- Laze pri Domžalah
- Mala Loka
- Nožice
- Podrečje
- Prelog
- Preserje pri Radomljah
- Pšata
- Rača
- Račni Vrh
- Radomlje
- Rodica
- Rova
- Selo pri Ihanu
- Spodnje Jarše
- Srednje Jarše
- Studenec pri Krtini
- Sveta Trojica
- Šentpavel pri Domžalah
- Škocjan
- Škrjančevo
- Turnše
- Vir
- Zaboršt
- Zagorica pri Rovah
- Zalog pod Sveto Trojico
- Zgornje Jarše
- Žeje
- Želodnik
- Žiče